# Живые картины
Живые картины (фр. tableaux vivants) — вид пантомимы, композиции, представляемые позирующими людьми в подражание известным художественным произведениям или же воображаемым картинам и скульптурам.

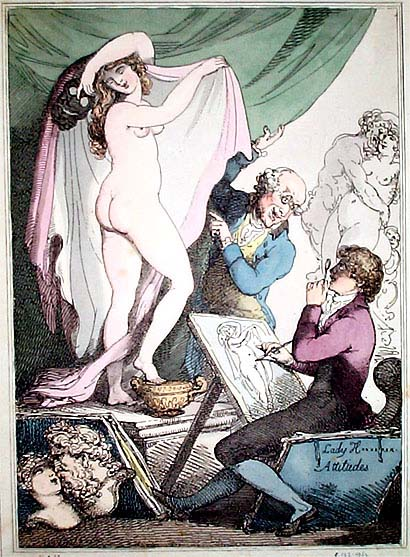
Томас Роулендсон. Аттитюды Эммы Гамильтон. ок. 1790

Исполнением живых картин прославилась Эмма Харт (в замужестве — леди Гамильтон). Её способность принимать разные позы, менять выражение лица, оттенять свои живые картины игрой шалей, обнаружил художник Джордж Ромни, натурщицей которого она была:31. Свои представления-«аттитюды» (то есть позировки), изображающие античные произведения искусства, Эмма проводила в богатых особняках и в аристократических салонах. Гёте, посетивший в 1787 году дом лорда Гамильтона, британского посланника в Неаполитанском королевстве, оставил описание такого представления в своём «Путешествии по Италии»:

Кавалер Гамильтон… заказал ей греческую одежду, которая к ней очень идёт; при этом она распускает свои волосы, берёт несколько шалей и делает целый ряд изменений в позах, жестах, линиях и т. д., так что под конец просто кажется, что грезишь. То, что столько тысяч художников желали бы изобразить, видишь здесь совершенно готовым в движениях и неожиданных изменениях. Она является стоящая, коленопреклонённая, сидящая, лежащая, серьёзная, печальная, насмешливая, страстолюбивая, кающаяся, ласкающая, грозящая, робкая и т. д.; одно сменяется другим, одно вытекает из другого. Она умеет для каждого выражения приноровлять и изменять складки покрывала и делает себе сотни различных головных уборов одними и теми же платками. Старый кавалер светит ей при этом.— И. В. фон Гёте. «Путешествие по Италии».
В качестве источника для вдохновения Эмма использовала коллекцию античных ваз своего будущего супруга, в том числе знаменитую Портлендскую вазу. В 1802 году Элизабет Виже-Лебрен, встретив леди Гамильтон в Лондоне, пригласила её к себе чтобы устроить представление для узкого круга знакомых:

Я поставила посреди моей гостиной большую раму, прикрытую справа и слева ширмами. Огромная свеча расточала сильный свет, оставаясь невидимой, и освещала леди Гамильтон, как освещают картину… Леди Гамильтон принимала в этой раме разные позы с удивительной выразительностью… Она переходила от скорби к радости, от радости к ужасу так хорошо и так быстро, что все мы были в восторге. — Э. Виже-Лебрен. «Воспоминания»:32.
Живые картины отвечали стилевым запросам времени, а потому привлекали разных хореографов и давали толчок новаторским поискам:33. Историк балета В. М. Красовская предполагает, что главные деятели итальянской хореодрамы, уроженцы Неаполя Гаэтано Джойя и Сальваторе Вигано могли видеть либо выступления леди Гамильтон, либо их изображения: «Во всяком случае, отчётливый жест, скульптурно выдержанная поза, выразительная мимика — словом, все средства воплощения сильной страсти были характерными признаками хореодрамы. Движение там рождалось из выразительной позы и умирало в ней. А значит, опыты Эммы Гамильтон предлагали профессиональной балетной сцене Италии ценный материал для пантомимы»:32.
Мгновенная смена выразительных поз порождала мотив движения, его естественный, свободный посыл. Природа такого, остановленного на лету движения интересовала и живописцев, а благодаря живописи новые пластические опыты проникали в профессиональный театр разных стран:32. На рубеже XVIII—XIX веков пластические опыты дилетанток так или иначе сказывались в первую очередь в практике балетного театра:34. Вслед за ними балет обращался к живописи и скульптуре, разнообразя как сюжеты, так и свои выразительные средства:34.
Опыты живых картин влияли и собственно на танец: так, танцующие фигуры и группы с шалями часто встречаются на эскизах сотрудника Вигано, театрального художника Алессандро Санквирико:32.

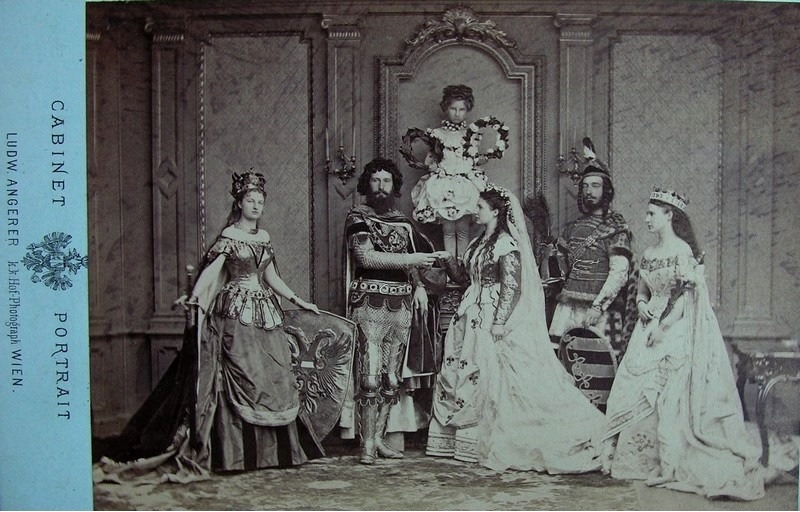
Принцесса Амалия Саксен-Кобург-Готская, Филипп Вюртембергский и другие представляют живую картину. 1860-е годы

В 1794 году художник Фридрих Регберг, запечатлевший многочисленные позировки леди Гамильтон в неоклассическом стиле, опубликовал альбом из 12 гравюр по своим рисункам, выполненных Томасом Пироли (англ. Thomas Piroli). В 1807 году художник Джеймс Гилрей издал расширенный альбом карикатур по мотивам этих рисунков.
Во времена французской революции в Париже стали популярны групповые живые картины на сюжеты из античной истории. В отличие от импровизаций Эммы Гамильтон они были статуарными — каждое «полотно» демонстрировалось некоторое время, затем занавес закрывался и позировки участников изменялись для следующей картины. Постановщиками таких представлений были госпожа Жанлис и художники Жак Луи Давид и Жан-Батист Изабе.
В 1817 году в Париж приехала немецкая актриса Генриетта Гендель-Шютц. Она давала свои представления в театре «Одеон», а также на специально оборудованной частной сцене:32. Описание её выступления оставил драматург Теофиль Дюмерсан:

перед «обществом, состоявшим из первоклассных учёных и художников… одетая в лёгкую тунику и окутанная просторным покрывалом из тончайшей шерсти, она объявила, что представит произведения скульптуры начиная от её истоков… С покрывалом, стянутым на лбу и ниспадающим ровными длинными складками до полу, она изобразила Изиду, таинственную эмблему природы». Изида превратилась в лежащего сфинкса, за ним последовали позы кариатид. «Египетский стиль сменила прекрасная пора Греции, и г-жа Шютц сумела сообщить бо́льшую грацию своим движениям и позам». Появились элементы сюжета: мраморная Галатея обретала жизнь и способность чувствовать, Ниобея пыталась спасти от гнева Аполлона своих дочерей, роли которых исполняли три девушки. Образы скульптуры сменила живопись. Представляя Магдалину, Шютц переходила «от выразительности фигуры, призванной соблазнять и нравиться, к передаче раскаяния». Изысканная публика сочла, что искусство Шютц «свидетельствует о глубоком и даже утончённом изучении различных школ скульптуры и живописи»— T. Dumersan. Annales encyclopédiques:34.
В России постановкой живых картин занимались Константин Маковский, Валерий Якоби и другие художники.
В начале XX века известной исполнительницей живых картин была Ольга Десмонд. Её «Ассоциация идеальной культуры» организовывала «вечера красоты», на которых обнажённая Ольга выступала в виде ожившей статуи Венеры и т. п. В 1908 году она дала единственное выступление в Санкт-Петербурге, на котором впервые представила на русской сцене обнажённую натуру. Из-за последовавшего скандала её остальные выступления были запрещены городскими властями.
В наше время этот художественный приём иногда используется модельерами при показе мод. Так, Шанталь Томасс однажды устроила показ в парижском отеле «Рафаэль», в номерах которого манекенщицы, одетые в модели из её новой коллекции, красили ногти и поправляли макияж, имитируя живые картины.
Дизайнер Сергей Шанович вспоминал, что российский вариант оживших картин был срежиссирован Юрием Грымовым и показан по РТР, причем: «Их очень раскритиковали. А через несколько лет они стали супермодными».